# アイトワラス
アイトワラス（アイトヴァラスとも。Aitvaras）とは、リトアニアにおける蛇の精霊もしくは神である。

## 解説

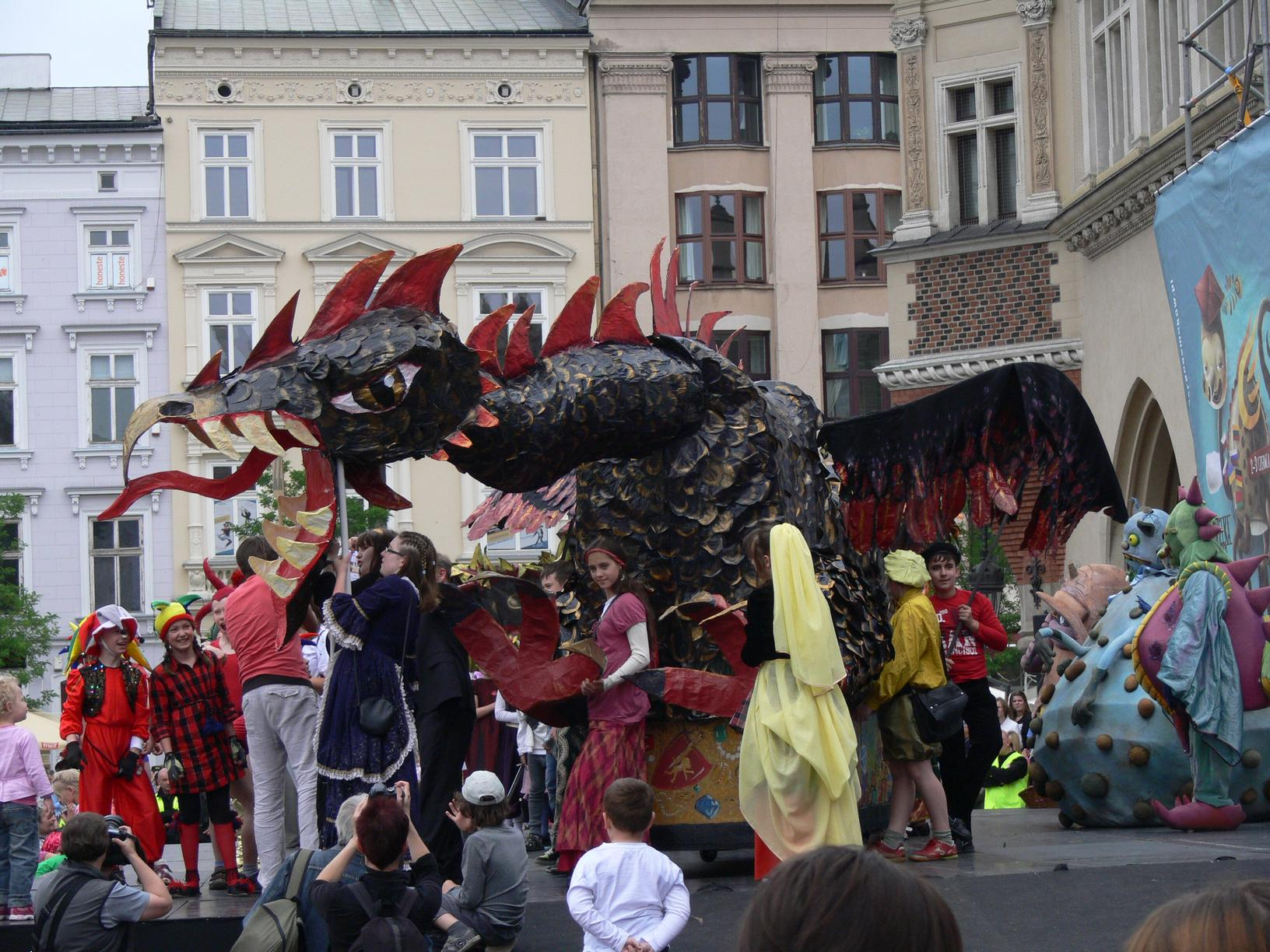
ポーランド・クラクフで開催されたドラゴンのパレードに登場したアイトワラス（2012年6月撮影）

アイトワラスは場所によって姿を変える。たとえば屋内では黒猫や雄鶏、屋外では空飛ぶドラゴンや尾が燃えている蛇といった具合である。
アイトワラスが一旦家に入ると追い出すのは困難だとされるが、その家を裕福にしてくれる。アイトワラスを悪魔から買うという方法で入手することもできるが、その対価は人の魂となる。アイトワラスは隣家から牛乳や穀物や金品を盗むといった方法でその家を豊かにする。盗みの対価は「オムレツ」のみだと言われている。（採卵用に品種改良されていない鶏はこんにちのものよりも卵を産む頻度が少なく鶏卵は貴重であったため、オムレツは大変な贅沢品であった）
アイトワラスに関する記録は1547年から認められるといい、その後も不自然な経緯で豊かになった家へのアイトワラスの関与がしばしば記録されている。
リトアニアで知られる蛇の精霊には他にザルテュスがおり、アイトヴァラス（アイトワラス）は「飛ぶザルテュス」とも表現されることがある。